# Clannaborough
Clannaborough – wieś i civil parish w Anglii, w Devon, w dystrykcie Mid Devon. W 2001 civil parish liczyła 57 mieszkańców. Clannaborough jest wspomniana w Domesday Book (1086) jako Cloenesberg(a).